# Kulturní dům Barikádníků
Kulturní dům Barikádníků (lidově zvaný Barča) je kulturní zařízení v Praze 10-Strašnicích. Má formu příspěvkové organizace, jejím zřizovatelem je městská část Praha 10.

## Historie

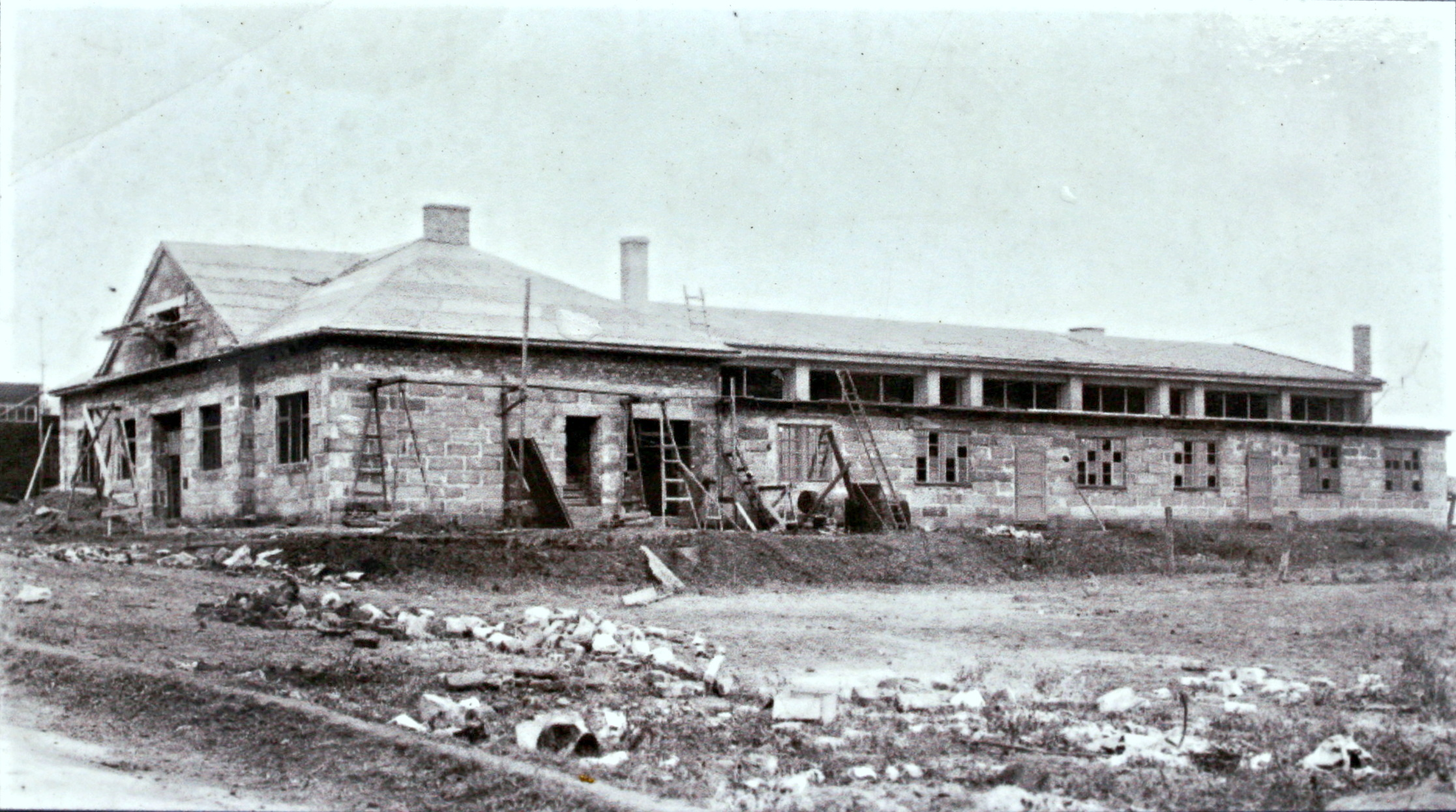
Výstavba kulturního domu, rok 1946

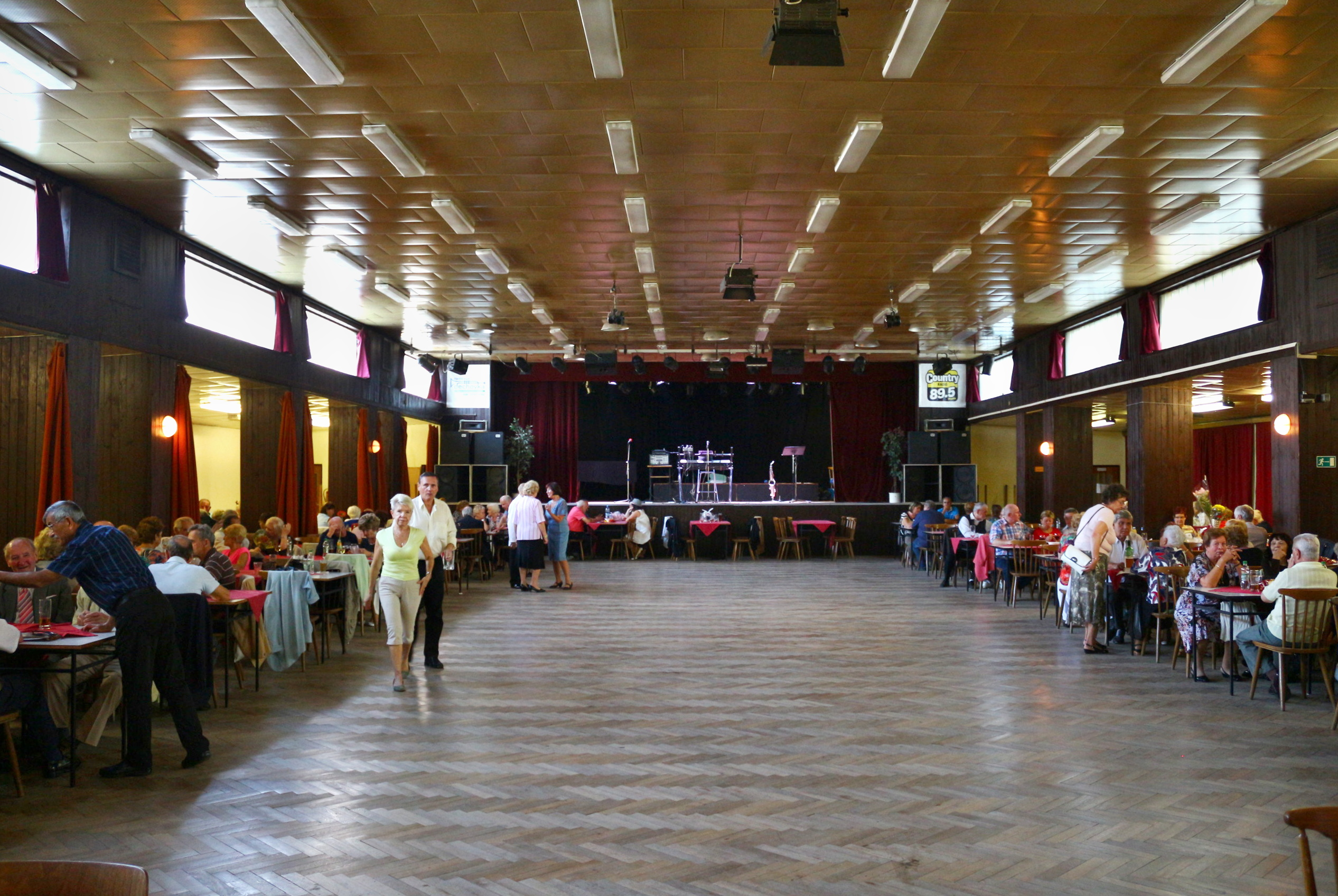
Velký sál s pódiem

Byl postaven v letech 1945–1946 svépomocí účastníků pražského povstání z Prahy 10, jako provizorní kulturní zařízení. 
Zejména před rokem 1989 se zde konala řada koncertů hudebních skupin mimo okruh oficiální kultury.
V současné době se zde konají veřejné koncerty i uzavřené kulturní, společenské či politické akce.
Svou domovskou zkušebnu zde má Pražský komorní orchestr.